# Гавидия, Франсиско
Франсиско Антонио Гавидия Гуандике (исп. Francisco Antonio Gavidia Guandique; 29 декабря 1863, Сан-Мигель (Сальвадор) — 24 сентября 1955, Сан-Сальвадор) — сальвадорский поэт, драматург, журналист. Предшественник модернизма в испаноязычной литературе.

## Биография
Детство провёл в Сьюдад-Барриос. В 1880 году окончил среднюю школу и отправился в столицу, где поступил в университет Сальвадора, на юридический факультет. Через год бросил учёбу год, чтобы стать неутомимым самоучкой. Прочитал более тысячи книг на испанском и французском языках. Увлекался произведениями Виктора Гюго, Франсуа Вийона и Стефана Малларме.

## Творчество
Находился под сильным влиянием французской поэзии того времени. Ввёл в литературу Рубена Дарио, первого всемирно известного латиноамериканского поэта, ярчайшего представителя модернизма в испаноязычной литературе. Был большим знатоком французской поэзии, под опекой которого Рубен Дарио в первый раз попытался адаптировать александрийский стих под испанское стихосложение.
Внёс в сальвадорскую поэзию национальную проблематику, обновил поэтический язык.

## Избранная библиография
- «Стихи» (сборник стихов, 1878),
- «Стихи и думы» (сборник стихов,1884),
- «Юпитер» (драма, 1885),
- «Ursino» (драма, 1889),
- «Любовь и интерес» (комедия, 1901),
- «Estudio y resumen del Discurso sobre el método de Descartes» (1901),
- «Conde de San Salvador o el Dios de Las Casas» (1901),
- «Obras completes» (1930),
- «Принцесса Катала» (La princesa Citalá, драматическая поэма, 1946),
- «Cuentos y narraciones» (1961).

Автор филологических и исторических сочинений: «Этюды о философии и языке» (1909), «Этюды о Дон Кихоте» (1912), «Новая история Сальвадора» (Historia moderna de El Salvador, т. 1—2, 1917—1918) и др.